# Rhaphiptera pallens
Rhaphiptera pallens là một loài bọ cánh cứng trong họ Cerambycidae.